# Marinho (football, 1957)
Pour les articles homonymes, voir Marinho.
Mário José dos Reis Emiliano, plus connu sous le nom de Marinho (né le 23 mai 1957 à Belo Horizonte et mort le 15 juin 2020 dans la même ville), est un joueur de football international brésilien qui évoluait au poste de milieu de terrain avant de devenir entraîneur.

## Biographie

### Carrière de joueur

#### Carrière en sélection
Avec l'équipe du Brésil, Marinho dispute 2 matchs (pour un but inscrit) en 1986. Il figure notamment dans le groupe des sélectionnés lors des JO de 1976.

## Palmarès

### Palmarès en club
| Atlético Mineiro - Championnat du Minas Gerais (1) : - Champion : 1976. |  | Botafogo - Championnat de Rio de Janeiro (2) : - Champion : 1989 et 1990. |  | Bangu - Coupe Rio (1) : - Champion : 1987. |

### Palmarès individuel
- Bola de Ouro (1) : 1985.